# Шаров, Иван Николаевич
Иван Николаевич Шаров (20 января 1914, Тамбовская губерния — 27 сентября 1998, Иркутск) — лётчик гражданской авиации, Герой Социалистического Труда.

## Биография
Родился в 1914 году в селе Мановицы Тамбовской губернии в семье крестьянина. Поступил в Тамбовскую летную школу, по её окончании в 1935 прибыл в Иркутск. Выполнял патрулирование леса, выполнял аэрофотосъёмочные работы, перевозил почту, грузы на самолёте По-2. С 1939 работал в Улан-Удэ (транспортное обслуживание геологических партий, работал пилотом на международной линии Улан-Удэ — Улан-Батор. В годы Великой Отечественной войны был командиром Улан-Удэнского авиаотряда, который занимался строительством и обслуживанием воздушной трассы Фэрбанкс — Красноярск, по которой в рамках ленд-лиза самолёты перегонялись из США в СССР. После войны Иван Николаевич становится командиром Читинского авиаотряда, затем — зам. начальника Восточно-Сибирского управления ГВФ по летной службе. С 1962 Шарова назначают командиром старейшего Иркутского 134-го летного отряда. Пилот 1-го класса, налетал свыше 17 тысяч летных часов.

### Трудовой подвиг
Весной 1965 вместе с экипажем В. К. Яговкина проложил воздушный путь от Иркутска через Магдагачи в пос. Батагай (центр Верхоянского района Якутской АССР). С участием Ивана Николаевича была открыта воздушная трасса Иркутск — Айхал для самолётов Ан-12. За эти достижения в области авиации Ивану Николаевичу Шарову было присвоено звание Героя Социалистического Труда.

## Награды
- Медаль «Серп и Молот»
- Орден Красной Звезды (1943)
- Орден Трудового Красного Знамени (1954)
- Знак «Отличник Аэрофлота»[1]